# Ordine, Legge e Giustizia
Ordine, Legge e Giustizia (in bulgaro: Red, Zakonnost i Spravedlivost, RZS; Ред, законност и справедливост) è stato un partito politico bulgaro di orientamento conservatore fondato nel 2005.
Guidato da Yane Yanev, si è dissolto dopo l'insuccesso delle elezioni parlamentari del 2013.

## Risultati elettorali
| Elezione          | Voti    | %    | Seggi    |
| ----------------- | ------- | ---- | -------- |
| Europee 2007      | 9.147   | 0,47 | 0 / 18   |
| Europee 2009      | 120.280 | 4,67 | 0 / 17   |
| Parlamentari 2009 | 174.582 | 4,13 | 10 / 240 |
| Parlamentari 2013 | 59.145  | 1,67 | 0 / 240  |